# Сен-Панталеон-де-Лапло
Сен-Панталео́н-де-Лапло́ (фр. Saint-Pantaléon-de-Lapleau, окс. Sent Pantaleon de la Pléu) — коммуна во Франции, находится в регионе Лимузен. Департамент — Коррез. Входит в состав кантона Лапло. Округ коммуны — Тюль.
Код INSEE коммуны — 19228.
Коммуна расположена приблизительно в 400 км к югу от Парижа, в 95 км юго-восточнее Лиможа, в 35 км к востоку от Тюля.

## Население
Население коммуны на 2008 год составляло 68 человек.
| 1962 | 1968 | 1975 | 1982 | 1990 | 1999 | 2008 |
| ---- | ---- | ---- | ---- | ---- | ---- | ---- |
| 76   | 106  | 80   | 55   | 65   | 66   | 68   |

## Администрация
| Период | Период | Фамилия   | Партия                  | Примечания |
| ------ | ------ | --------- | ----------------------- | ---------- |
| 2001   | 2008   | Рене Брёй |                         |            |
| 2008   | 2013   | Ги Буржад | Социалистическая партия |            |
| 2013   |        | Ален Брёй |                         |            |

## Экономика
В 2007 году среди 46 человек в трудоспособном возрасте (15-64 лет) 39 были экономически активными, 7 — неактивными (показатель активности — 84,8 %, в 1999 году было 70,7 %). Из 39 активных работали 35 человек (20 мужчин и 15 женщин), безработных было 4 (1 мужчина и 3 женщины). Среди 7 неактивных 3 человека были учениками или студентами, 2 — пенсионерами, 2 были неактивными по другим причинам.

## Достопримечательности
- Руины церкви XIV века. Памятник истории с 1963 года[3]